# Bohoduhivka, Ciornobai
Bohoduhivka (în ucraineană Богодухівка) este localitatea de reședință a comunei Bohoduhivka din raionul Ciornobai, regiunea Cerkasî, Ucraina. În secolul al XIX-lea, satul făcea parte din volostul Bohoduhivka, uezdul Zolotonoșa.

## Demografie
Componența lingvistică a localității Bohoduhivka
     Ucraineană (96,87%)
     Rusă (2,5%)
     Alte limbi (0,12%)
Conform recensământului din 2001, majoritatea populației localității Bohoduhivka era vorbitoare de ucraineană (96,87%), existând în minoritate și vorbitori de rusă (2,5%).